# Хабилитация
Хабилита́ция (нем. Habilitation от лат. habilis «способный, пригодный») — в некоторых европейских и азиатских странах процедура получения высшей академической квалификации, следующей после учёной степени доктора философии. После прохождения процедуры хабилитации претенденту присваивается учёная степень хабилитированного доктора (лат. doctor habilitatus, Dr. habil.), которая даёт право на занятие профессорской должности в университете.
Хабилитация существует во Франции (Habilitation à diriger des recherches), Швейцарии, Германии (Priv.-Doz. и/или Dr. habil.), Австрии (прежде — Univ.-Doz., сейчас — Priv.-Doz.), Дании, Болгарии (доцент), Польше (dr hab.), Португалии (Agregação), Швеции и Финляндии (Docent, Doc.), Чехии (Docent), Венгрии (Dr. habil.), Словакии, Словении, Латвии, Молдавии (Doctor habilitat), Эстонии.

## Процедура
Процедура хабилитации в разных странах выглядит по-разному. В странах Западной Европы предметом рецензирования оппонентов является не диссертационная работа, которая представляет собой рукопись, а вся работа учёного в целом, включая научные публикации, которые оцениваются согласно принятой системе баллов, педагогическую деятельность (издание учебных пособий и подготовку лекционных курсов) и организационную работу в сфере науки (участие в международных научных организациях, руководство научными проектами и т. п.).

## В Германии
В Германии учёные, имеющие докторскую степень, которые желают войти в состав преподавателей высшего учебного заведения, обычно приступают к хабилитации (получению права стать приват-доцентом), которая заключается в подготовке второй научно-квалификационной работы. Это часто делается в период работы доктора в качестве научного сотрудника или научного ассистента («scientific assistant», C1) в течение трёх лет. После завершения хабилитации он становится приват-доцентом и имеет право претендовать на должность руководителя (заведующего кафедрой, отделом, лабораторией) или профессора.
Стать профессором в университете, в котором состоялась хабилитация, нельзя. Приват-доцент может временно в любом университете выполнять некоторые функции профессора (чтение лекций, ведение семинаров, приём экзаменов и т. п.) без соответствующей зарплаты (внештатно), сохраняя право претендовать на должность профессора.
Компетентные ведомства Российской Федерации и Федеративной Республики Германия признают германскую академическую квалификацию Habilitation соответствующей российской учёной степени «доктор наук», а германскую академическую степень Doktor — российской учёной степени «кандидат наук». В России признание входит в компетенцию Министерства образования и науки Российской Федерации, в ФРГ — в компетенцию министерств земель, когда речь идёт о выдаче разрешения на использование учёных степеней в обществе, и в компетенцию высших учебных заведений, когда речь идёт об академическом поприще, включая научно-исследовательскую деятельность.

## В Польше
В Польше в последние десять лет ужесточились требования к публикациям. Поскольку все научные издания подлежат обязательному рецензированию, количество пунктов, получаемых автором за публикацию, зависит от рейтинга издания, в котором была опубликована работа. Рейтинг включает журналы, пунктированные Министерством науки и высшего образования. Кроме статей в журналах, пунктируются также научные монографии и разделы в них, объёмом не менее 1 п.л. Остальные научные публикации, в том числе опубликованные материалы конференций, не пунктируются. Советы факультетов, к юрисдикции которых относится проведение процедуры хабилитации, не допускают к защите соискателей, научные публикации которых оцениваются ниже, чем 120 пунктов. 

## В странах постсоветского пространства
В большинстве стран бывшего Советского Союза присуждаются такие же учёные степени и звания, как и в России. Хабилитация существует только в Латвии, Молдавии и Эстонии. При этом в этих странах признаются учёные степени и звания, полученные в СССР.
В Эстонии, Латвии и Молдавии после выхода из состава СССР, а на Украине в 2014 году, была введена европейская градация научных степеней. В связи с этим кандидаты наук и доктора наук автоматически стали докторами философии. Для того чтобы отделить прежних докторов наук от кандидатов, докторов наук автоматически хабилитировали. При этом хабилитированный доктор философии, получивший степень доктора наук в СССР, полностью соответствует научной квалификации доктора наук Российской Федерации.
В Латвии с 2001 года получить степень хабилитированного доктора (защитив вторую диссертацию, называемую промоционной работой, или за существенный вклад в науку) стало невозможно.

## Сравнение с российской системой
В определённой мере полный профессор в англоязычных странах (англ. full professor) и хабилитированный доктор (Dr. habil) в Германии, Латвии, Литве (до отмены хабилитации в 2009 году) и Эстонии, состоящий в должности профессора, соответствует званию «профессор» в Российской Федерации (в Германии — «профессор доктор», Prof. Dr.).
В Российской Федерации должность «профессор» (она же — и учёное звание в других странах) не соответствует учёному званию «профессор» (профессор РАН / РАО по такому-то отделению или такой-то специальности), предусматривающему наличие самой высокой учёной степени (доктора наук) и соблюдения установленных в Российской Федерации требований.
Докторская диссертация в России — это научно-квалификационная работа, в которой на основании выполненных автором исследований разработаны теоретические положения, совокупность которых можно квалифицировать как научное достижение, либо решена научная проблема, имеющая важное политическое, социально-экономическое, культурное или коммерческое значение, либо изложены научно обоснованные технические, технологические или иные решения, внедрение которых вносит значительный вклад в развитие страны.